# Даніель Коллінз
Данієль-Роуз Коллінз (англ. Danielle Rose Collins; нар. 1993) — американська професійна тенісистка. 
Найуспішнішим виступом Коллінз в турнірах Великого слему став вихід у фінал Відкритого чемпіонату Австралії 2022.

## Фінали турнірів WTA

### Одиночний розряд: 6 (4 титули, 2 поразки)
| Легенда                      |
| ---------------------------- |
| Турніри Великого шлему (0–1) |
| Турніри WTA 1000 (1–0)       |
| Турніри WTA 500 (2–1)        |
| Турніри WTA 250 (1–0)        |

| Фінали за покриттям |
| ------------------- |
| Тверде (2–1)        |
| Ґрунт (2–1)         |

| Фінали за типом корту |
| --------------------- |
| Відкритий корт (4–2)  |
| Закритий корт (0–0)   |

| Результат | В-П | Дата     | Турнір                                                | Категорія  | Покриття | Опонент             | Рахунок              |
| --------- | --- | -------- | ----------------------------------------------------- | ---------- | -------- | ------------------- | -------------------- |
| Перемога  | 1–0 | Лип 2021 | Internazionali Femminili di Tennis di Palermo, Італія | WTA 250    | Ґрунт    | Елена-Габрієла Русе | 6–4, 6–2             |
| Перемога  | 2–0 | Сер 2021 | Silicon Valley Classic, США                           | WTA 500    | Тверде   | Дарія Касаткіна     | 6–3, 6–7(10–12), 6–1 |
| Поразка   | 2–1 | Січ 2022 | Відкритий чемпіонат Австралії з тенісу, Австралія     | Grand Slam | Тверде   | Ешлі Барті          | 3–6, 6–7(2–7)        |
| Перемога  | 3–1 | Бер 2024 | Відкритий чемпіонат Маямі з тенісу, США               | WTA 1000   | Тверде   | Олена Рибакіна      | 7–5, 6–3             |
| Перемога  | 4–1 | Кві 2024 | Charleston Open, США                                  | WTA 500    | Ґрунт    | Дарія Касаткіна     | 6–2, 6–1             |
| Поразка   | 4–2 | Тра 2024 | Internationaux de Strasbourg, Франція                 | WTA 500    | Ґрунт    | Медісон Кіз         | 1–6, 2–6             |

### Парний розряд: 2 (1 титул, 1 поразка)
| Легенда       |
| ------------- |
| Grand Slam    |
| WTA 1000      |
| WTA 500 (1–1) |
| WTA 250       |

| Фінали за покриттям |
| ------------------- |
| Тверде (0–1)        |
| Ґрунт (1–0)         |

| Фінали за типом корту |
| --------------------- |
| Відкритий корт (1–1)  |
| Закритий корт (0–0)   |

| Результат | В-П | Дата     | Турнір               | Категорія | Покриття | Партнер        | Опоненти                              | Рахунок           |
| --------- | --- | -------- | -------------------- | --------- | -------- | -------------- | ------------------------------------- | ----------------- |
| Перемога  | 1–0 | Кві 2023 | Charleston Open, США | WTA 500   | Ґрунт    | Дезіре Кравчик | Джуліана Ольмос Ена Сібахара          | 0–6, 6–4, [14–12] |
| Поразка   | 1–1 | Вер 2023 | San Diego Open, США  | WTA 500   | Тверде   | Коко Вандевей  | Барбора Крейчикова Катержина Сінякова | 1–6, 4–6          |

## Фінали серії WTA 125K

### Одиночний розряд: 1 титул
| Результат | W–L | Дата | Турнір             | Покриття | Опонент   | Рахунок       |
| --------- | --- | ---- | ------------------ | -------- | --------- | ------------- |
| Перемога  | 1–0 | 2018 | Newport Beach, США | Тверде   | Софія Жук | 2–6, 6–4, 6–3 |

## Фінали ITF

### Одиночний розряд: 8 (4–4)
| Легенда                       |
| ----------------------------- |
| Турніри $100,000 (0–0)        |
| $75,000/Турніри $80,000 (0–1) |
| $50,000/Турніри $60,000 (0–2) |
| Турніри $25,000 (3–1)         |
| $10,000/Турніри $15,000 (1–0) |

| Фінали за покриттям |
| ------------------- |
| Тверде (2–2)        |
| Ґрунт (2–2)         |
| Трава (0–0)         |
| Килим (0–0)         |

| Результат | W–L | Дата | Турнір             | Tier    | Покриття | Опонент          | Рахунок       |
| --------- | --- | ---- | ------------------ | ------- | -------- | ---------------- | ------------- |
| Перемога  | 1–0 | 2011 | Williamsburg, США  | $10,000 | Ґрунт    | Nika Kukharchuk  | 6–1, 6–3      |
| Перемога  | 2–0 | 2016 | Stillwater, США    | $25,000 | Тверде   | Каролін Доулгайд | 1–0 ret.      |
| Поразка   | 2–1 | 2016 | Macon, США         | $60,000 | Тверде   | Кейла Дей        | 1–6, 3–6      |
| Поразка   | 2–2 | 2017 | Чарлстон, США      | $60,000 | Ґрунт    | Медісон Бренгл   | 6–4, 2–6, 3–6 |
| Поразка   | 2–3 | 2017 | Неаполь, США       | $25,000 | Ґрунт    | Клер Лю          | 3–6, 1–6      |
| Перемога  | 3–3 | 2017 | Bethany Beach, США | $25,000 | Ґрунт    | Лорен Ембрі      | 6–1, 6–0      |
| Поразка   | 3–4 | 2017 | Tyler, США         | $80,000 | Тверде   | Крісті Ан        | 4–6, 4–6      |
| Перемога  | 4–4 | 2017 | Норман, США        | $25,000 | Тверде   | Сачія Вікері     | 1–6, 6–3, 6–4 |

### Парний розряд: 2 (0–2)
| Легенда                       |
| ----------------------------- |
| Турніри $100,000 (0–0)        |
| $75,000/Турніри $80,000 (0–0) |
| $50,000/Турніри $60,000 (0–1) |
| Турніри $25,000 (0–1)         |
| $10,000/Турніри $15,000 (0–0) |

| Фінали за покриттям |
| ------------------- |
| Тверде (0–0)        |
| Ґрунт (0–2)         |
| Трава (0–0)         |
| Килим (0–0)         |

| Результат | W–L | Дата | Турнір               | Tier    | Покриття | Партнер         | Опоненти                    | Рахунок       |
| --------- | --- | ---- | -------------------- | ------- | -------- | --------------- | --------------------------- | ------------- |
| Поразка   | 0–1 | 2017 | Charlottesville, США | $60,000 | Ґрунт    | Медісон Бренгл  | Йована Якшич Каталіна Пелла | 4–6, 6–7(5–7) |
| Поразка   | 0–2 | 2017 | Неаполь, США         | $25,000 | Ґрунт    | Taylor Townsend | Еміна Бектас Саназ Маранд   | 6–7(1–7), 1–6 |

## Досягнення в одиночних змаганнях
| Турнір                                 | Тур WTA 2014 | Тур WTA 2015 | Тур WTA 2016 | Тур WTA 2017 | Тур WTA 2018 | SR    | W–L |
| -------------------------------------- | ------------ | ------------ | ------------ | ------------ | ------------ | ----- | --- |
| Турніри Великого шолома                |              |              |              |              |              |       |     |
| Відкритий чемпіонат Австралії з тенісу | A            | A            | A            | A            | К3р          | 0 / 0 | 0–0 |
| Відкритий чемпіонат Франції з тенісу   | A            | A            | A            | A            | 1р           | 0 / 1 | 0–1 |
| Вімблдонський турнір                   | A            | A            | A            | К1р          | 1р           | 0 / 1 | 0–1 |
| Відкритий чемпіонат США з тенісу       | 1р           | A            | 1р           | К1р          |              | 0 / 2 | 0–2 |
| Перемоги-Поразки                       | 0–1          | 0–0          | 0–1          | 0–0          | 0–2          | 0 / 4 | 0–4 |

## Перемоги над гравцями першої 10-ки
| Сезон   | 2014 | 2015 | 2016 | 2017 | 2018 | Всього |
| Перемог | 0    | 0    | 0    | 0    | 1    | 1      |

| #            | Гравець       | Рейтинг | Турнір                 | Покриття | Раунд | Рахунок  | DCR |
| ------------ | ------------- | ------- | ---------------------- | -------- | ----- | -------- | --- |
| Тур WTA 2018 |               |         |                        |          |       |          |     |
| 1.           | Вінус Вільямс | Ранг 8  | Miami Open, Miami, США | Тверде   | ЧФ    | 6–2, 6–3 | 93  |